# Crystal Lake (Contea di Marquette, Wisconsin)
Crystal Lake è un comune degli Stati Uniti, situato in Wisconsin, nella Contea di Marquette.